# Martin Baxa
Martin Baxa, né le 16 septembre 1975 à Pilsen, est un homme politique tchèque, membre du Parti démocratique civique (ODS).